# Xulilla
Xulilla, abans Xulella (en castellà i oficialment, Chulilla) és un municipi del País Valencià que es troba a la comarca dels Serrans. Té 676 habitants, segons el padró de l'INE de 2015.

## Geografia
El poble se situa a la falda d'una mola i està dominat pel castell àrab, que conserva torrasses i muralles del costat de la població. Per la part que dona al riu hi ha un canyó que el fa inexpugnable; és per això que en eixe costat no té construccions defensives.
La major part del terme s'estén sobre terreny cretàcic. A la vora d'este altiplà calcari, l'erosió del riu Túria ha creat una gorja o llàcova i el Salt de Xulilla, de 160 metres de profunditat i 10 metres d'amplària. La vegetació està formada per pinedes (carrasca) i bosc baix mediterrani. Pel que fa a la fauna, les espècies més importants són les aus rapaces, tant diürnes com nocturnes, la perdiu, el conill, la llebre, la rabosa, el teixó i el porc senglar. En el Túria habiten barbs i truites. A més, la gallina valenciana de Xulilla és una de les races de gallines autòctones del País Valencià.
Xulilla està envoltada geogràficament per Sot de Xera, Loriguilla, Xestalgar, Bugarra, El Villar i Losa del Obispo. S'hi accedix, des de València, a través de la CV-35, prenent després la CV-394.
Dins el terme municipal es troben els nuclis de població següents: El Balneario de Fuencaliente, sobre el riu Túria, aigües avall de la vila; Vanacloig, situat a l'altiplà que ocupa el nord-est del terme, a la partida de Las Bodegas [de Vanacloig]; i ja fitant amb el nucli prinicipal, La Ermita de Santa Bárbara i la urbanització La Muela al sud-est i la urbanització Santa Bárbara al nord.

## Història

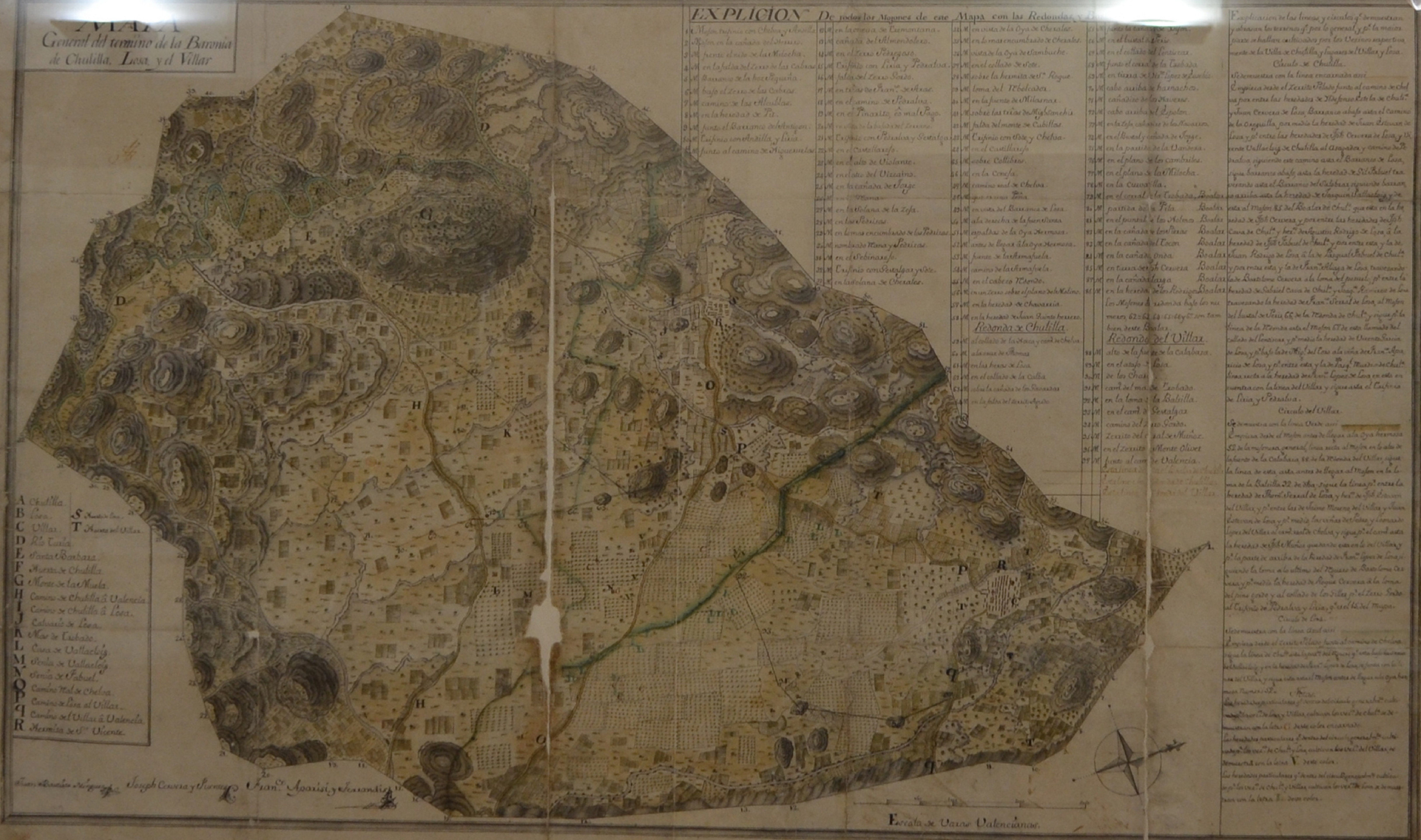
Mapa de 1770 de Xulilla, El Villar i La Llosa del Bisbe

El poblament de Xulilla és primitiu, i s'ha datat amb seguretat des del primer mil·lenni abans de Crist. A pesar d'haver-se trobat una destral qualificada de neolítica, els primers vestigis documentats en excavació corresponen a l'edat de bronze i es troben en la superfície superior de la Muntanya del Castell. En eixe espai, nucli original del terme, el poblament ha sigut continuat.
Durant l'edat del ferro es va produir l'expansió en la zona amb els poblats ibèrics de la muntanya del Castell, el Castellar, Pelma, la Talayuela, Pic els Serrans i Corral d'Ajau. Amb la romanització, alguns d'eixos poblats s'abandonen i uns altres baixaren al pla. El de la muntanya del Castell es manté com a castre, i allí es conserva un aljub d'aquella època. L'arrel del topònim Chulilla-Xulella-Iulella, clarament preislàmic, podria correspondre a un patronímic d'aquell temps. Fins ara no han aparegut vestigis corresponents a eixos segles foscs posteriors a la desaparició de l'Imperi Romà.
El castell de Xulilla domina el seu territori i així mateix en la baronia del segle xiii. La relació castell-riu establix l'eix domèstic dels habitants de les alqueries d'època islàmica, i es va originar, si no existia ja en època romana, el sistema de regadiu de la vall a partir de l'assut del Salt (el "Charco Azul", "Clot Blau" en valencià).
En 1238, després de la conquesta de la ciutat de València, Xulilla també entra a formar part del món occidental cristià. Encara que ja abans Zayd Abu Zayd havia lliurat el castell i la vila, amb altres territoris, a l'Església de Sogorb en 1236. En 1248, el rei en Jaume I va donar a Pere Escrivà de forma vitalícia "castrum et villam de Xulella". Este cavaller procedent de Narbona era també senyor de Xàtiva i Gandia. En els anys següents el castell i terme és utilitzat com a pagament per diferents serveis a la Corona.
Després d'eixe parèntesi de senyoriu militar torna a l'eclesiàstic en ser instituïda en 1274 la Baronia de Xulilla, que incloïa Llosa i, des de 1300, el Villar, sobre el territori de l'antic districte musulmà del castell i lliurada al batle i bisbe de València. Moment que el cavaller Guillem de Reixac el va ocupar fins que Jaume el Just, en 1294, l'obliga a restituir-lo al bisbat.
Fins a l'any 1331, la població va ser majoritàriament musulmana, i va ser en eixa data quan les fallides revoltes Al-Azraq i els continus assalts a les moreries per part de cristians varen fer que els moros les abandonaren. En 1340, Pere el Cerimoniós va concedir la carta de poblament, per la qual s'establien 100 pobladors entre els quals es trobaven nouvinguts procedents de Terol i Lleida principalment, i en menor mida, de Navarra. En 1373, la sobirania del Bisbe sobre la Baronia es va fer completa després de la cessió dels drets de la batlia a este prelat. En 1379, es va reforçar el castell arran de la Guerra dels dos Peres, degut al lloc fronterer que ocupa.
La seua posició geogràfica estratègica va provocar que a Xulilla es lliuraren cruentes batalles durant les carlinades.

## Economia

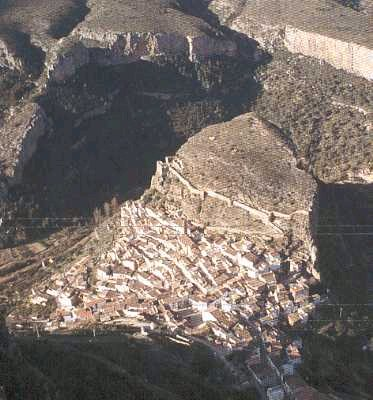
Vista aèria de Xulilla

L'economia de Xulilla s'ha basat tradicionalment en l'agricultura i la ramaderia, però hui dia estes dos activitats han deixat de constituir el motor econòmic del poble. Antigament predominava el cultiu de la vinya, però la falta de subvencions de finals dels anys huitanta del segle xx van posar fi quasi de soca i arrel a este cultiu. Tant és així que la cooperativa del poble ja no produïx vi, i actualment gran part del terreny que abans es dedicava al cultiu de la vinya ara es dedica regadiu. En conseqüència, s'ha produït una important expansió dels cítrics organitzats en explotacions mitjanes, tendència que es preveu que vaja en augment amb la modernització del sistema de reg.
Actualment el principal motor econòmic del poble és el turisme d'interior que s'ha originat pels seus atractius naturals. També compta amb un balneari d'aigües termals sulfuroses que mantenen una temperatura constant de 23 °C (Balneari de Fuencaliente o de Xulilla).
Sobre l'aprofitament hidràulic de la zona cal indicar que la "Central de la Societat Valenciana d'Electricitat" té la seua presa en l'interior del canyó per on discorre el Túria. D'ací a la central, el canal de proveïment discorre subterrani, travessant la roca per sota del poble. Té el salt 32 m. d'altura, amb un cabal d'11 m³/S i una producció de 3.200 kw.

## Alcaldia
Des de 2015 l'alcalde de Xulilla és Vicente Gonzalo Polo Burriel del Partit Popular (PP).
| Període                       | Alcalde o alcaldessa              | Partit polític | Data de possessió | Observacions |
| ----------------------------- | --------------------------------- | -------------- | ----------------- | ------------ |
| 1979–1983                     | Vicente de Miguel Rodrigo         | UCD            | 19/04/1979        | --           |
| 1983–1987                     | Vicente de Miguel Rodrigo         | OIV            | 28/05/1983        | --           |
| 1987–1991                     | Luis Yuste Yuste                  | AP             | 30/06/1987        | --           |
| 1991–1995                     | Luis Yuste Yuste                  | PP             | 15/06/1991        | --           |
| 1995–1999                     | Luis Yuste Yuste                  | PP             | 17/06/1995        | --           |
| 1999–2003                     | Miguel García Sellés              | PP             | 03/07/1999        | --           |
| 2003–2007                     | Santiago Rafael Cervera Xirivella | PSPV-PSOE      | 14/06/2003        | --           |
| 2007–2011                     | Enrique Silvestre Esteve          | PP             | 16/06/2007        | --           |
| 2011–2015                     | Enrique Silvestre Esteve          | PP             | 11/06/2011        | --           |
| 2015–2019                     | Vicente Gonzalo Polo Burriel      | PP             | 13/06/2015        | --           |
| 2019-2023                     | Vicente Gonzalo Polo Burriel      | PP             | 15/06/2019        | --           |
| Des de 2023                   | n/d                               | n/d            | 17/06/2023        | --           |
| Fonts: Generalitat Valenciana |                                   |                |                   |              |

## Demografia
| 702 | 685 | 718 | 744 | 734 | 778 | 759 | 772 | 799 | 787 | 786 | 848 | 664 |

## Monuments

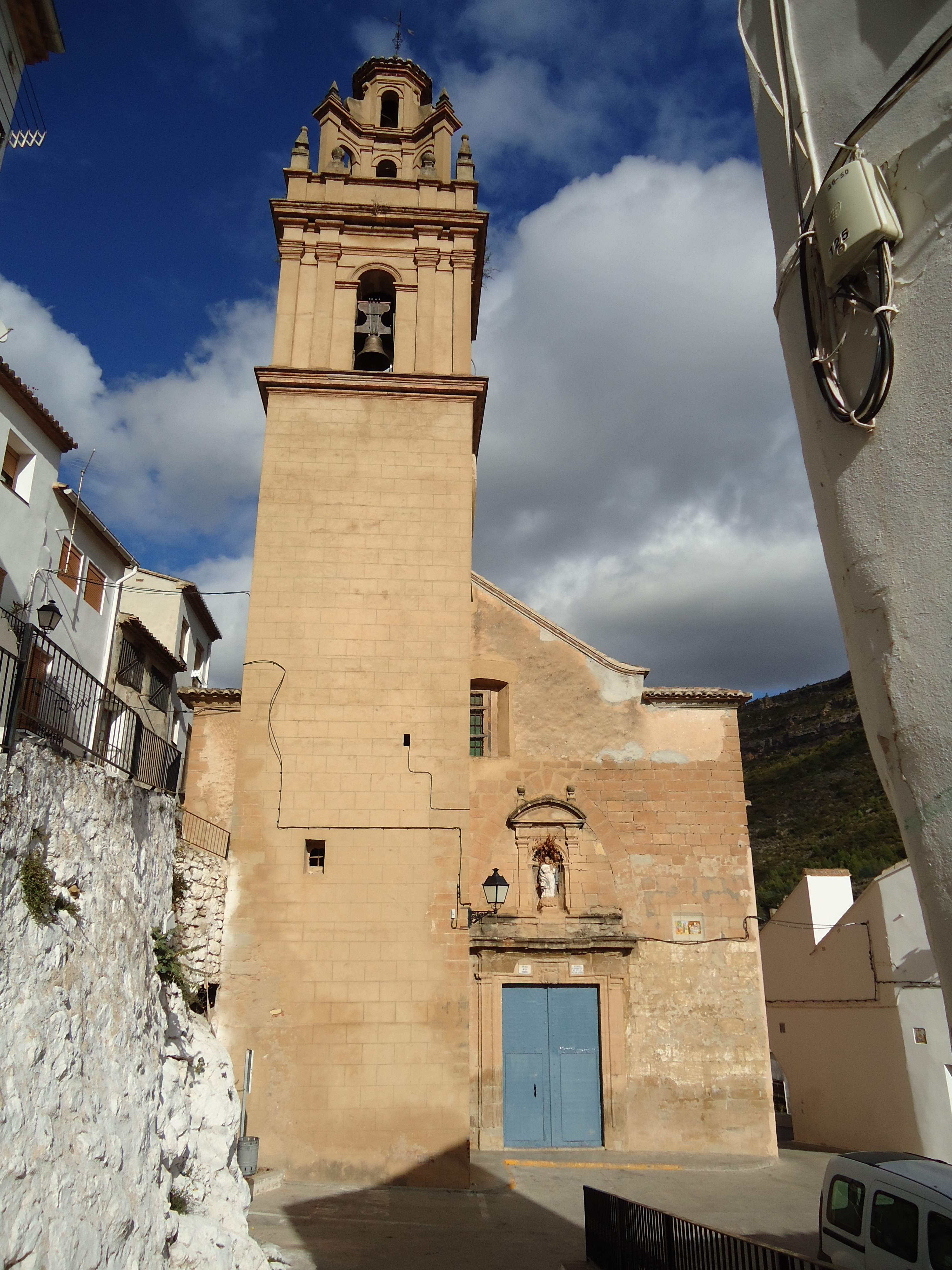
Església de la Mare de Déu dels Àngels

- Església de la Mare de Déu dels Àngels. Va ser construïda sobre la mesquita existent al mateix lloc, als segles xv i xvi. Originalment era de nau rectangular amb teulada de dos aiguavessos, amb dues portes. Se li van agregar campanar, sagristia i capella. D'ornamentació barroca, el sòcol de rajoles del segle xvi, semblant als de l'església del Corpus Christi de València (El Patriarca). Consta d'una nau amb altra adossada al presbiteri cobertes ambdues per voltes de canó amb llunetes, sobre pilastres i arcs de mig punt, portades d'arc pla amb fornícula. Entre les obres que conté destaquen una talla de fusta policromada d'una Mare de Déu amb Xiquet (segle xvi) i un llenç de la Verge del Castell amb Nen (segle xvii).

- Ermita de Santa Bàrbara. Edifici primitivament gòtic construït en 1364, renovat en 1730. Consta d'una sola nau amb pilastres, arcs de mig punt i ogivals. La volta és de creueria.

- Castell de Xulilla.[6] És el nucli embrionari de la vila de Xulilla, on al llarg de la història s'han ubicat les poblacions de l'edat antiga. Consta d'avantmuralla, torre, barbacana, un bastió redó, dependència coberta amb volta, torres als cantons, i el recinte senyorial amb torre i restes de la residència i dependències auxiliars. També comptava amb una ermita dedicada a Sant Miquel. A l'interior hi ha quatre pous. En diversos llocs s'hi veuen uns gravats similars als del castell de Dénia.

## Festes
- Mayos de Xulilla o Festa de l'enrramá. Se celebren els típics "mayos" (maig).
- Festes Patronals. En honor de Santa Bàrbara. Amb trasllat de la Verge de l'Ermita (15 d'agost)
- Festes del Santísimo Cristo. Se celebren en setembre.

## Rutes de senderisme

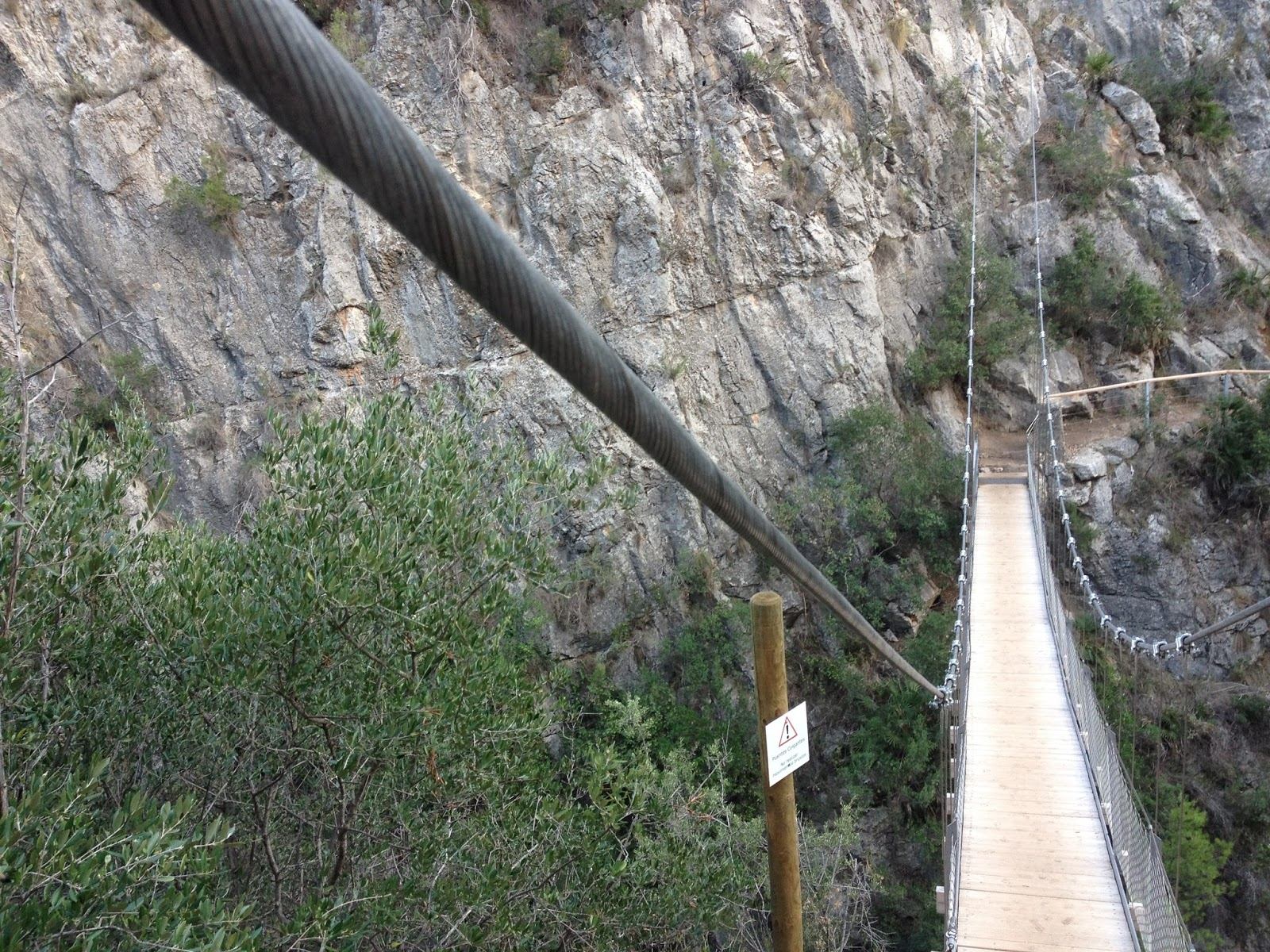
Pont penjat

Llocs que es poden visitar fent senderisme:
- Ruta dels pantaners
- Barranc de Vallfigueres i el Charco Azul
- Ponts penjats
- Pintures rupestres
- El frailecico